# Fumar Mata
Fumar Mata – pierwszy minialbum polskiego rapera Maty. Wydawnictwo ukazało się 7 kwietnia 2019 roku nakładem wytwórni HHNS Label. 

## Lista utworów
| Nr | Tytuł      | Długość |
| -- | ---------- | ------- |
| 1  | Camel      | 4:12    |
| 2  | White Mint | 3:39    |
| 3  | Gold       | 3:04    |
| 4  | L&M        | 3:04    |
| 5  | Lucky      | 4:11    |
| 6  | Klubowe    | 4:44    |

Długość całkowita: 22:08